# Avoch Harbour

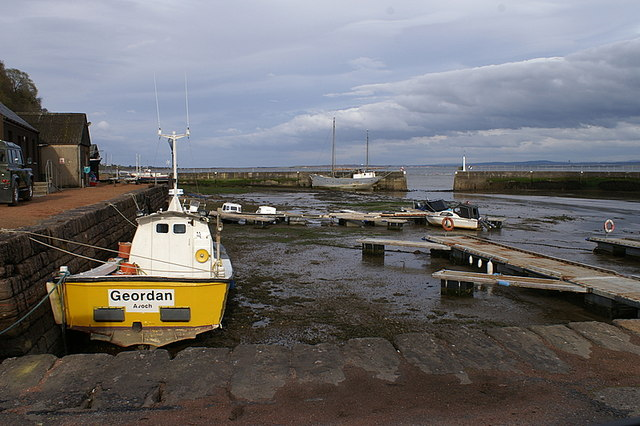
Blick über das Hafenbecken

Der Avoch Harbour ist der Hafen der schottischen Ortschaft Avoch auf der Black Isle in der Council Area Highland. 1971 wurde das Bauwerk in die schottischen Denkmallisten in der Kategorie B aufgenommen.

## Geschichte
Bereits 1795 wurde die Avoch Bay als gut geschützter Ankerplatz erwähnt. Einzig bei Süd- oder Südostwind ist kein ausreichender Schutz gegeben. Zwischen 1813 und 1815 wurde der ursprüngliche Avoch Harbour nach einem Entwurf des Ingenieurs Thomas Telford erbaut, der im selben Zeitraum auch den benachbarten Fortrose Harbour errichtete. Telfords Arbeit umfasste einen L-förmigen Pier, der heute den westlichen Abschluss des Hafens bildet. 1904 wurde nach Plänen James Frasers eine Hafenmauer ergänzt, welche das Becken seeseitig C-förmig umschließt.

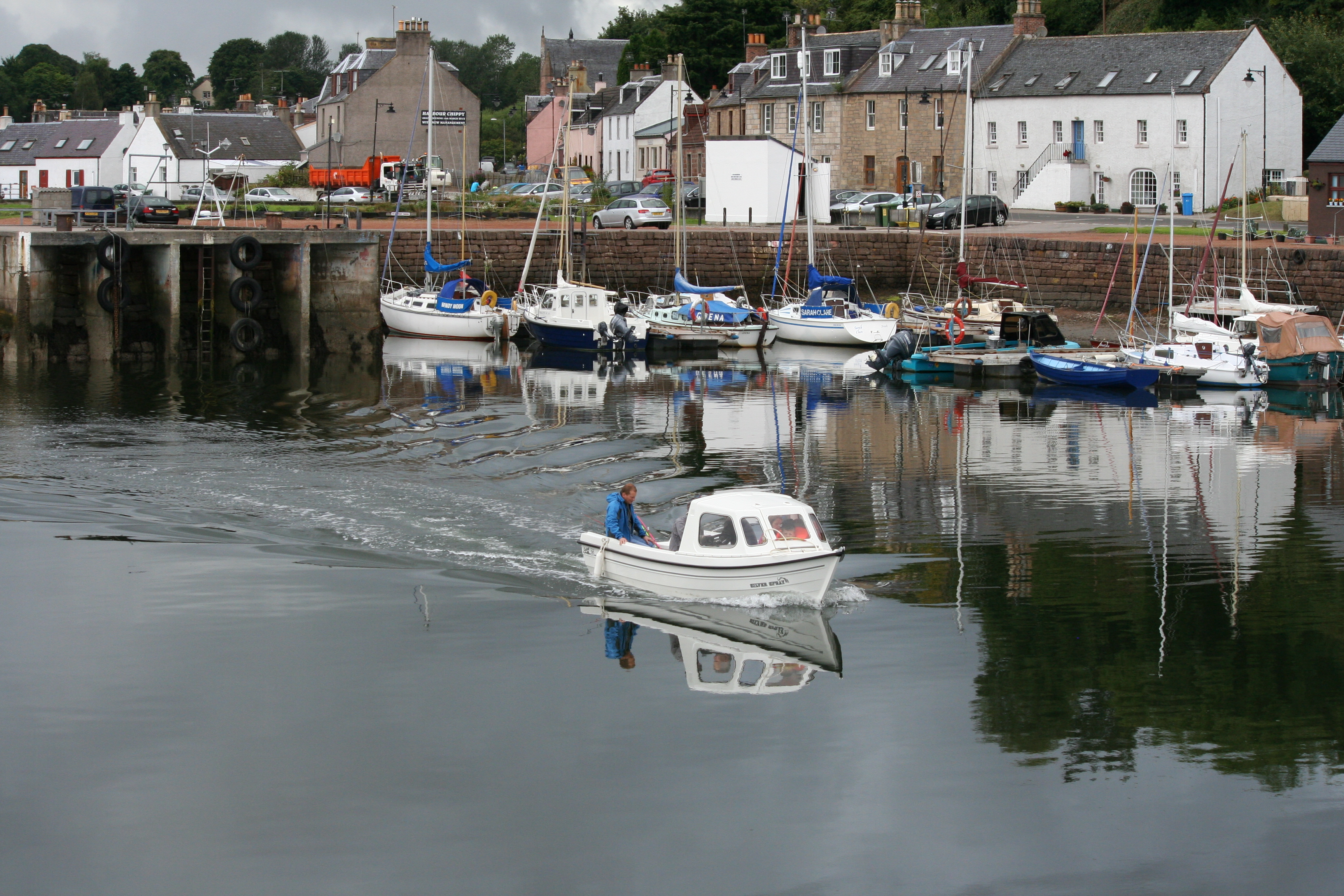
Rechts Telfords Pier

## Beschreibung
Der Avoch Harbour befindet sich am Ostrand Avochs rund 350 Meter östlich der Mündung des Avoch Burns in die Avoch Bay. Telfords Entwurf bestand aus einer rund 51 Meter langen Pier, welcher mit jeweils 27 Meter langen, rechtwinklig angesetzten Pieren see- beziehungsweise landseitig abschloss. Das Bauwerk besteht aus großen, vertikal gesetzten Blöcken. Frasers Ergänzungen aus Massenbeton setzen teils auf Telfords Bau auf. Die Passage in der seeseitigen Hafenmauer ist mit einem Molenfeuer ausgeführt. Die Plinthe seines stumpfen, sich verjüngenden Körpers ist zweifach gestuft. Zwei Feuer sind an einem aufsitzenden Rundprofil befestigt.
Wie auch das hafenseitige Mauerwerk von Telfords Pier besteht auch das Fundament der straßenseitigen Hafenmauer aus rötlichen Steinquadern. Anderenorts wurden, heute erodierte, kleinere Quader in deutlich dunklerem Rotton zu einem Schichtenmauerwerk verlegt. Nahe beider Abschlüsse sind Treppen parallel der Mauer geführt. Die A832 verläuft entlang der Außenmauer. Ungeordnete Steinblöcke seeseits deuten auf ein ehemaliges Bauwerk hin. Möglicherweise handelte es sich um eine Slipanlage.